# الکساندرا بارتو
الکساندرا بارتو (به انگلیسی: Alexandra Barreto) یک بازیگر و تهیه‌کننده آمریکایی است که بیشتر به خاطر ایفای نقش آنا گوتیرز در سریال پرورشگاهی‌ها شهرت دارد.

## زندگی اولیه
بارتو در ۱۶ اکتبر ۱۹۷۵ در استیتن آیلند، نیویورک از پدر اهل پورتوریکو و مادری ایتالیایی متولد شد. او همچنین یک برادر و دو خواهر دارد.

وی در سال ۲۰۰۶ با کارگردان و بازیگر آمریکایی، رایدر استرانگ، آشنا شد و در دسامبر ۲۰۱۲ اعلام کرد که با یکدیگر نامزد کرده‌اند.

آنها در بیستم اکتبر ۲۰۱۳ در اورگن با هم ازدواج کرده و در دسامبر ۲۰۱۴ دارای یک پسر شدند که نام او را ایندیگو «ایندی» بارتو استرانگ نهادند.

## فیلم‌ها

### سریال
- سی‌اس‌آی: نیویورک در نقش لیندا کورتز (قسمت: "Trapped")
- سی‌اس‌آی در نقش رومینا گونزالز (۲ قسمت)
- دکتر هاوس در نقش شریل (قسمت: "Brave Heart")
- پرورشگاهی‌ها در نقش آنا گوتیرز (۳۸ قسمت)
- آناتومی گری در نقش پم (قسمت: "Civil War")
- موجه در نقش پلار (۳ قسمت)
- کسل در نقش آنی سوییفت (قسمت: "Last Call")
- ان‌سی‌آی‌اس: لس آنجلس در نقش رنه الیور، افسر نیروی دریایی پتی (قسمت: "A Man Walks Into a Bar...")

### فیلم
- پسربچهٔ دیزنی در نقش مهماندار هواپیما
- با چنگ و دندان در نقش تورینو
- درد زایمان